# Державна бібліотека України для юнацтва
Державна бібліотека України (ДБУ) для юнацтва була створена 1 квітня 1975 згідно з наказом Міністерства культури УРСР від 17 березня 1975 р. на базі ЦРБ для дорослих ім. В. Василевської Московського району м. Києва. Спочатку книгозбірня мала назву Державна республіканська бібліотека (ДРБ) УРСР для юнацтва ім. В. Василевської.
Згідно з реєстраційною карткою бібліотеки за № 8968, тип бібліотеки було визначено як «наукова – спеціальна». Загальна площа складає 1718,5 м². Загальний фонд налічує 318 000 примірників документів. Обслуговує понад 6 тисяч читачів. Штат — 115 працівників.
Директорами бібліотеки були: А. П. Корнієнко, В. Д. Навроцька, С. Ю. Кропивка, Р. Ф. Бубнов, В. Я. Бурбан, Г. А. Саприкін. Посади заступників директора з різних питань займали: О. К. Александрова, Т. О. Ярошенко, Л. І. Бейліс, Н. М. Кикоть, Т. П. Сопова, С. Г. Смусь, Т. М. Нікітінська, В. І. Могилевець, Т.О. Якушко, О. Б. Виноградова.

## Історія

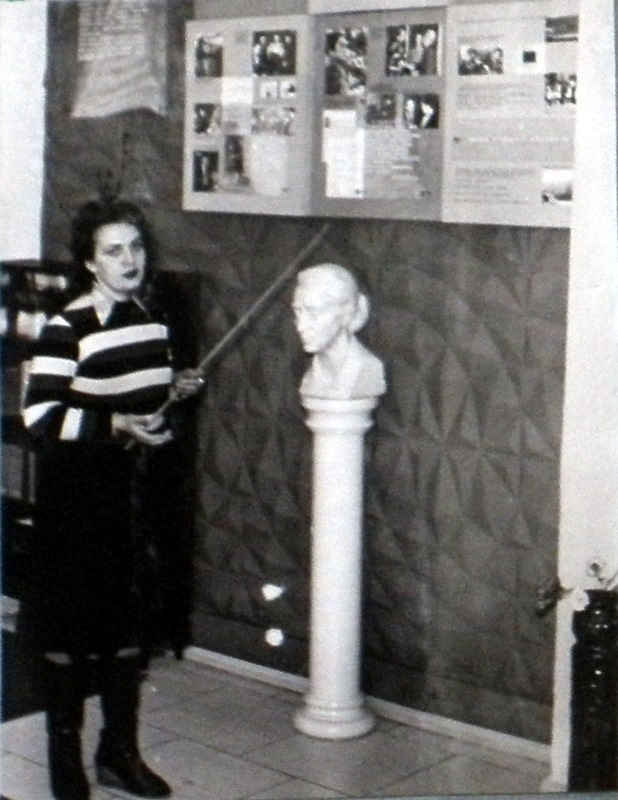
1985 р. Куточок присвячений Ванді Василевській, радянській письменниці польського походження, на честь якої була названа Державна республіканська бібліотека УРСР для юнацтва ім. В. Василевської.

На період створення кількість її читачів не перевищувала 4008 чоловік. Уже через 5 років їх було 15718. Штат із кожним роком зростав від 36 в 1975 р. до 147 фахівців у 2002 р.
В 1975 році перших читачів прийняв міський абонемент, читальний зал для школярів та студентської молоді, а з 1987 році - відділ періодичних видань та відділ мистецтв. В 1988 році були відчинені двері користувачам філії, а в 1992 році перший читач відвідав відділ літератури іноземними мовами.
Від самого початку свого існування Бібліотека як науково-методичний центр здійснювала організаційно-методичне керівництво і надавала допомогу у створенні мережі регіональних бібліотек для юнацтва, які були відкриті в усіх обласних центрах України до 1980 р. Одночасно при ЦБС створювалися юнацькі структурні підрозділи (ЮСП).

## Відділи

### Відділи обслуговування користувачів
Бібліотечним обслуговуванням користувачів займаються наступні відділи:
- реєстрації та статистичного обліку користувачів;
- абонемента;
- читальних зал;
- періодичних видань;
- літератури іноземними мовами;
- мистецтв;
- довідково-інформаційного обслуговування;

### Відділи з формування бібліотечного фонду
Формуванням бібліотечного фонду займаються відділи:
- документно-інформаційних ресурсів;
- обробки та каталогізації документів;
- збереження та використання документних ресурсів.

Функції комп’ютерного і мережевого забезпечення діяльності Бібліотеки забезпечує комплекс з інформаційних технологій.

## Науково-методична діяльність
Дослідницькою роботою, зв’язками з громадськістю, підвищенням кваліфікації фахівців обласних юнацьких бібліотек та юнацьких структурних підрозділів опікується науково-методичний комплекс.
Починаючи з 2006 по 2015 рр. у ДБУ для юнацтва відбулося 19 навчань. Свою фахову кваліфікацію підвищили близько 500 спеціалістів різних сфер бібліотечної діяльності. Теми навчань: «Імідж сучасної бібліотеки та шляхи його формування»; «Соціологічна служба у бібліотеці: теорія, методологія, результативність»; «Моделі майбутнього розвитку бібліотек для юнацтва»; «Інтеграція інформаційних технологій в систему бібліотечно-інформаційного обслуговування юнацтва та молоді» тощо. 
Ще одна ініціатива ДБУ для юнацтва – Всеукраїнська школа керівника, яка почала свій відлік з 2003 р. Їі темами були: «Система бібліотечного обслуговування юнацтва: нова якість роботи», «Шляхи реалізації творчого потенціалу бібліотечного колективу», «Професіоналізм керівника – запорука успішної діяльності колективу», «Бібліотеки для юнацтва на шляху до суспільства знань», «Мистецтво результативного управління бібліотекою», «Бібліотеки для юнацтва в умовах реформування державної політики»
З 2010 р. ДБУ для юнацтва проводить Школу професійної майстерності «Молодий професіонал бібліотеки для юнацтва».
У структурі Бібліотеки з моменту створення передбачалася наявність сектору соціологічних досліджень і психології читання. Однак, як соціологічна служба, він почав діяти з  1988 року.
Починаючи з цього часу були проведені наступні Всеукраїнські, локальні, маркетингові дослідження, анкетування та опитування «Читацькі інтереси  та попит юнацтва на українську художню літературу», «Молодий читач України 90-х років», «Читацькі запити молоді та ступінь їх задоволення в юнацьких бібліотеках України», «Інформаційні потреби і запити читачів та засоби їх задоволення», «Прагматичне читання молоді»,  «Потреби і запити читачів щодо видань мистецтва», «Концепція розвитку бібліотечно-бібліографічного обслуговування молоді в Україні», «Найкраща книга року», «Якою бути Державній бібліотеці України для юнацтва», «Діагностика фонду української художньої літератури бібліотек України для юнацтва», «Користувач Інтернет: хто він?», «Бібліотеки для юнацтва як методичні центри», «Книга та Інтернет: спільники чи суперники», «Втрачений читач», «Ставлення молоді до сучасної української книги», «Бібліотека та читач у віртуальному просторі. Місце зустрічі». 
ДБУ для юнацтва відрізняється інноваційним підходом до молоді, яка шукає шляхів активного самоствердження у житті. На неї зорієнтовані численні креативні заходи Бібліотеки. Зокрема, Всеукраїнський конкурс бібліотечних проектів «Молоді – для молодих», Всеукраїнський конкурс буктрейлерів «Оживають герої на екрані у рекламі», Всеукраїнська молодіжна бібліоніч «Книгою призначена зустріч», акція «Сфотографуй та розкажи про пам’ятник Тарасу Шевченку», «Українська молодь читає», бібліокемп «Європейська молодь України» та ін.